# Zork III: The Dungeon Master
 (octobre 2019).
Si vous disposez d'ouvrages ou d'articles de référence ou si vous connaissez des sites web de qualité traitant du thème abordé ici, merci de compléter l'article en donnant les références utiles à sa vérifiabilité et en les liant à la section « Notes et références ».
Zork III : The Dungeon Master est un jeu vidéo de fiction interactive développé par Infocom et publié 1982. Il est le troisième volet de la série Zork et fait suite à Zork II: The Wizard of Frobozz. Le jeu s'est vendu à plus de 150 000 exemplaires entre 1982 et 1988.

## Scénario
L'histoire débute par le récit d'une vision d'un vieil homme, demandant au joueur de le retrouver. Le jeu consistera à franchir tous les obstacles pour retrouver cet homme... L'univers du jeu est très vaste, les technologies rencontrées passent du Moyen Âge au futuriste, l'univers n'est pas précis, on ne sait pas quand se déroule l'histoire, etc.